# Udo Margedant
Udo Margedant (* 17. Juni 1942 in Neuwied) ist ein deutscher Politikwissenschaftler und Hochschullehrer für Sozialgeschichte und Sozialphilosophie in Wuppertal.

## Leben
Udo Margedant studierte Politikwissenschaften an der Johann Wolfgang Goethe-Universität in Frankfurt am Main. Dort wurde er 1962 Mitglied der katholischen Studentenverbindung K.D.St.V. Greiffenstein im CV und später wurde er noch Mitglied der KAV Capitolina Rom im CV. 1968 wurde er in Frankfurt mit der Arbeit Sozial- und Staatslehre des Abbé de Mably. Ein Beitrag zur politischen Philosophie in der 2. Hälfte des 18. Jahrhunderts promoviert. Nach seiner Habilitation wurde er außerplanmäßiger Professor für Sozialgeschichte und Sozialphilosophie an der Bergischen Universität Wuppertal.
Udo Margedant baute in Mecklenburg-Vorpommern die Landeszentrale für politische Bildung (LpB) auf und war deren erster Leiter im Jahre 1992. Bis 2005 war er in verschiedenen Funktionen Mitarbeiter der Konrad-Adenauer-Stiftung, zuletzt in der Hauptabteilung Politik und Beratung und beschäftigte sich dort mit Politikanalyse und Grundsatzfragen. Er engagierte sich insbesondere für das Projekt Föderalismusreform der Konrad-Adenauer-Stiftung.
2004 legte Udo Margedant zusammen mit Thomas Fischer (Bertelsmann Stiftung), Gerhard Hirscher (Hanns-Seidel-Stiftung), Gerhard Schick (Stiftung Marktwirtschaft) und Horst Werner (Friedrich-Naumann-Stiftung) die Veröffentlichung Föderalismusreform in Deutschland – Ein Leitfaden zur aktuellen Diskussion und zur Arbeit der Bundesstaatskommission vor, die einen wesentlichen Anteil an der Diskussion zur Föderalismusreform in Deutschland leistete.
Margedant war nach 2005 in Nachfolge von Max Hanecke Präsident der CV-Akademie in Bad Honnef.

## Schriften (Auswahl)
als Autor
- Eigentum und Freiheit. Eigentumstheorien im 17. und 18. Jahrhundert. Schulz-Kirchner-Verlag, Idstein 1993, ISBN 3-8248-0023-3 (zusammen mit Matthias Zimmer).
- Deutschlands innere Einheit (= Aktuelle Fragen zur Politik, 13). Konrad-Adenauer-Stiftung, St. Augustin 1994 (zusammen mit Wolfgang Schäuble).
- Projekt Föderalismusreform. Grundzüge der Finanzordnung der Bundesrepublik Deutschland. Konrad-Adenauer-Stiftung, St. Augustin 2001.
- Die Debatte über die Verwendung der Stasi-Unterlagen. Konrad-Adenauer-Stiftung, St. Augustin 2001.
- Föderalismusreform. Die deutsche Finanzordnung auf dem Prüfstand. Konrad-Adenauer-Stiftung, St. Augustin 2002, ISBN 3-933714-06-0.
- Der Europäische Konvent. Auftrag, Zusammensetzung, Problemfelder. Konrad-Adenauer-Stiftung, St. Augustin 2002 (zusammen mit Burkard Steppacher).
- Mehr Effizienz und Transparenz im föderalen Staat. Ein Konzept zur Föderalismusreform in zwei Stufen. Konrad-Adenauer-Stiftung, Berlin 2003, ISBN 3-933714-96-6 (zusammen mit Johannes von Thadden).
- Föderalismusreform in Deutschland. Ein Leitfaden zur aktuellen Diskussion und zur Arbeit der Bundesstaatskommission. Konrad-Adenauer-Stiftung, St. Augustin 2004.
- mit Thomas Ellerbeck: Politische Landeskunde Mecklenburg-Vorpommern. Schwerin 1991.
- mit Hermann de Buhr, Volkmar Wittmütz: Geschichte in Daten und Strukturen. 3 Bände, Cornelsen, Frankfurt am Main 1978–1988.

als Herausgeber
- Föderalismus in Europa. 2 Bde., Konrad-Adenauer-Stiftung, St. Augustin 2002.